# Công nhận các cặp cùng giới ở Trung Quốc
Trung Quốc không công nhận hôn nhân cùng giới hay kết hợp dân sự. Trong khi Trung Quốc không có bất kỳ luật công nhận hôn nhân cùng giới nào, Bắc Kinh hiện cung cấp tình trạng cư trú phụ thuộc cho các đối tác nước ngoài cùng giới của cư dân nước ngoài hợp pháp. Không rõ liệu điều này mở rộng cho đối tác nước ngoài của một cư dân Trung Quốc địa phương. Hơn nữa, phán quyết tháng 7 năm 2018 của Tòa phúc thẩm cuối cùng Hồng Kông đảm bảo rằng các đối tác đồng giới của cư dân Hồng Kông có thể nhận được thị thực phối ngẫu/người phụ thuộc.